# 可忽略函数
在数学中，可忽略函数（英語：Negligible function）是指
对于一个函数 {\displaystyle \mu (x):\mathbb {N} {\rightarrow }\mathbb {R} } ，如果对于任意一个正多项式{\displaystyle poly()}，存在一个{\displaystyle N_{c}>0}，使得对于所有的{\displaystyle x>N_{c}}
{\displaystyle \mu (x)<{\frac {1}{poly(x)}}}
那么这个函数便是可忽略的（negligible）。通常我们把“存在一个{\displaystyle N_{c}>0}，使得对于所有的{\displaystyle x>N_{c}}”简化为“对于所有足够大的{\displaystyle x}”。

## 历史
可忽略函数这个概念是和数学分析的形式化模型相关的。第一个比较严格的定义是波尔查诺在1817年给出的。后来的柯西, 魏尔施特拉斯和海涅都用了基本相同的以下定义：
（连续函数） 一个实数函数{\displaystyle f(x)}在{\displaystyle x=x_{0}}处连续，当对于任意一个正实数{\displaystyle \epsilon >0}，有一个正实数{\displaystyle \delta >0}，使{\displaystyle |x-x_{0}|<\delta }时，有{\displaystyle |f(x)-f(x_{0})|<\epsilon }。
只要每步改变一项参数，此定义就可经数步转换成为可忽略函数的定义。首先，当{\displaystyle x_{0}=\infty ,f(x_{0})=0}时，我们需要定义"足够大"（sufficiently large），并定义無窮小量：
（足够大） 实数{\displaystyle x}足够大时一个数学命题为真，当且仅当存在一个实数{\displaystyle N_{c}>0}，对所有的实数{\displaystyle x>N_{c}}此数学命题为真。
（无穷小） 一个连续函数{\displaystyle \mu (x)}无穷小，当对任意足够大的正实数{\displaystyle x}，对任意正实数 {\displaystyle pnum={\frac {1}{\epsilon }}>0}，有
{\displaystyle |\mu (x)|<\epsilon ={\frac {1}{pnum}}}。
然后我们把正实数{\displaystyle \epsilon }换成正实数多项式函数{\displaystyle \epsilon (x)}。
（可忽略函数） 一个连续函数{\displaystyle \mu (x)}可忽略，当对任意足够大的正实数{\displaystyle x}，对任意正多项式{\displaystyle poly(x)={\frac {1}{\epsilon (x)}}>0}，有
{\displaystyle |\mu (x)|<\epsilon (x)={\frac {1}{poly(x)}}}。
在基于計算複雜性理論的现代密码学中，一个安全技术是数学上可证明安全（provably secure）的意思通常是，此安全技术的失败的概率是关于密钥长度{\displaystyle x=n}的一个可忽略函数（参见公钥密码学）。因为密钥长度{\displaystyle n}肯定是自然数，这就是为什么开篇的定义把定义域改为自然数域的原因。